# Wislaw I
Wislaw I, variamente chiamato dalle fonti Vitslav I, Vislav, Vizlav, Wislaw, Wizlaw o Witslaw (1180 circa – 7 giugno 1250), fu principe di Rügen.

## Biografia
La prima menzione di Wislaw I risale al 1193. I suoi genitori erano Jaromar I e Ildegarda di Danimarca (1135 circa - ?), figlia di Canuto V di Danimarca (1128-1157 circa) e di Sofia (?) Sverkersdotter di Svezia.
Nel 1219, Wislaw partecipò a una campagna del suo feudatario, il re di Danimarca Valdemaro II, in Estonia. In seguito alla rinuncia del fratello Barnuta, nel 1221 Wislaw I viene citato nei documenti come principe di Rügen. In quell'anno si attesta per la prima volta la presenza di coloni tedeschi nei territori continentali di Rügen. Negli anni successivi partecipò nuovamente alle guerre al fianco di Valdemaro II, ad esempio nel 1225 nella battaglia di Mölln e nel 1227 nella battaglia di Bornhöved. Nonostante la sconfitta dei danesi, mantenne saldamente il rapporto feudale con la Danimarca. Nel 1231 fondò il monastero cistercense di Neuenkamp (oggi Franzburg). Nel 1234 concesse a Stralsund il titolo di città e concesse alla città privilegi quali il diritto di pesca e l'esenzione dai dazi. Durante il suo regno, il Principato di Rügen raggiunse la sua massima estensione.

## Discendenza
Con la moglie Margherita (prima del 1200 - 5 marzo 1232), probabilmente nipote del vescovo Absalon e forse figlia di Sverker II di Svezia e Benedicta Ebbesdotter di Hvide, ebbe sei figli di cui si conoscono i nomi:
- Jaroslav (* dopo il 1215 - † 1242/1243), dal 1232 al 1242 propst di Rügen e Tribsees
- Petrus (* dopo il 1215 - † 1237)
- Vitslav (* ca. 1220 - † 1243/44)
- Burislav (* prima del 1231 - † 1237)
- Nikolaus (* prima del 1231 - † 1237)
- Jaromar II (* 1218 - † 1260), suo successore (dal 1245 co-regnante)